# Pematang Purba
Pematang Purba is een bestuurslaag in het regentschap Simalungun van de provincie Noord-Sumatra, Indonesië. Pematang Purba telt 2295 inwoners (volkstelling 2010).